# Deutsche Gesellschaft für Neurochirurgie
Die Deutsche Gesellschaft für Neurochirurgie (DGNC) ist die deutsche wissenschaftliche medizinische Fachgesellschaft auf dem Gebiet der Neurochirurgie. Sie ist Mitglied der Arbeitsgemeinschaft der Wissenschaftlichen Medizinischen Fachgesellschaften (AWMF).
Präsident der DGNC ist Hans Clusmann, Direktor der Neurochirurgischen Klinik, Uniklinikum RWTH Aachen. Die Gesellschaft unterhält eine Geschäftsstelle in Jena, hier hat sie auch ihren satzungsgemäßen Sitz.
Wilhelm Tönnis gründete 1950 in Bonn die Deutsche Gesellschaft für Neurochirurgie, nachdem seine Pläne hierzu 1939 durch den Beginn des Zweiten Weltkriegs verhindert worden waren.

## Sektionen und Kommissionen
Die Gesellschaft betreibt (Stand 2013) folgende Sektionen:
- Intensivmedizin und Neurotraumatologie,
- Mikroneurochirurgie und Neuroanatomie,
- Intrakranieller Druck, Hirndurchblutung und Hydrozephalus,
- Wirbelsäule,
- Neuroonkologie,
- Pädiatrische Neurochirurgie,
- Neurophysiologie,
- Schmerz,
- Neurorehabilitation,
- Vaskuläre Neurochirurgie,
- Endoskopische Neurochirurgie,
- Periphere Nerven,
- Stereotaxie und Radiochirurgie.

Außerdem organisiert die Gesellschaft folgende Kommissionen: Diagnosis Related Groups, Internationale Beziehungen, Technische Standards und Normen, Digitalisierung und Geschichte der Neurochirurgie sowie die Funktionsbereiche: Herausgabe der Tagungsberichte, Ethik und Recht, Satzungsfragen und Wissenschaftliches Programm der Jahrestagung (Stand 2020).

## Auszeichnungen
Der Verein vergibt die Fedor-Krause-Medaille (seit 1951), die Otfrid-Foerster-Medaille (seit 1954) und die Wilhelm-Tönnis-Medaille (seit 1989). Alle drei Ehrungen sind gleichzeitig mit einer Ehrenmitgliedschaft verbunden. Außer an die Träger dieser Medaillen hat die Gesellschaft eine Ehrenmitgliedschaft an folgende Persönlichkeiten vergeben:
- 1948: Nicolai Guleke, Karl Kleist
- 1950: Max Nonne, Robert Janker
- 1951: Fritz König
- 1952: Egas Moniz, Gian Maria Fasano, Heinrich Pette
- 1954: Robert Wartenberg, Leopold Schönbauer
- 1957: Rudolf Stich, Gottfried Ewald
- 1958: Alexander Stieda
- 1964: Henning Brütt
- 1969: Arist Stender, Hans Hellner, Alfonso Asenjo
- 1970: John Eugene Anthony O’Connell
- 1971: Keiji Sano
- 1981: Joachim Gerlach
- 1987: Fritz Heppner
- 1990: Jean Brihaye, Willem Luyendijk, H.-Alfons Walder
- 1997: Rolf Wüllenweber
- 2004: Ludwig G. Kempe
- 2005: Philippe Decq, Margareta Klinger
- 2007: Masashi Fukui
- 2008: Kintomo Takakura, Dietrich Tönnis
- 2012: Gerhard Lausberg
- 2013: Michael Krämer
- 2014: Hans Assmus
- 2015: Volker Sonntag, Robert F. Spetzler